# 폴라리스 던

폴라리스 던(Polaris Dawn)은 시프트4 CEO 자레드 아이작먼을 대신하여 스페이스X가 운영하는 민간 우주 비행 우주선으로 폴라리스 계획에서 계획된 세 가지 임무 중 첫 번째이다. 크루 드래곤 우주선의 14번째 유인 궤도 비행으로 2024년 9월 10일에 발사된 아이작먼과 그의 승무원 3명(스콧 포티/Scott Poteet, 사라 길리스/Sarah Gillis, 안나 메논/Anna Menon)은 지구에서 1,400km(870마일) 떨어진 타원 궤도를 돌고 있다. NASA의 아폴로 계획 이후 가장 멀리 떨어진 곳이다. 이들은 밴 앨런대의 일부를 통과하여 우주 방사선과 우주 비행이 인체에 미치는 건강 영향을 연구했다. 임무 후반에 승무원은 최초의 상업용 우주 유영을 수행했다.
30세의 사라 길리스(Sarah Gillis)는 우주 유영에 참가한 최연소 인물이다.

## 같이 보기
- 인스퍼레이션4